# تون تيسلي
تون تيسلي (بالسلوفينية: Tone Tiselj)‏ مواليد 21 سبتمبر 1961، هو لاعب كرة يد سلوفيني معتزل أصبح مدرباً.

## الإنجازات كمدرب
- دوري أبطال أوروبا لكرة اليد للسيدات:
  - الفوز: 2003
- بطولة أوروبا لكرة اليد للرجال :
  - الثاني: بطولة أوروبا لكرة اليد للرجال 2004
- الألعاب الأولمبية الصيفية – مسابقة الرجال:
  - الحادي عشر : 2004